# Economia del Laos

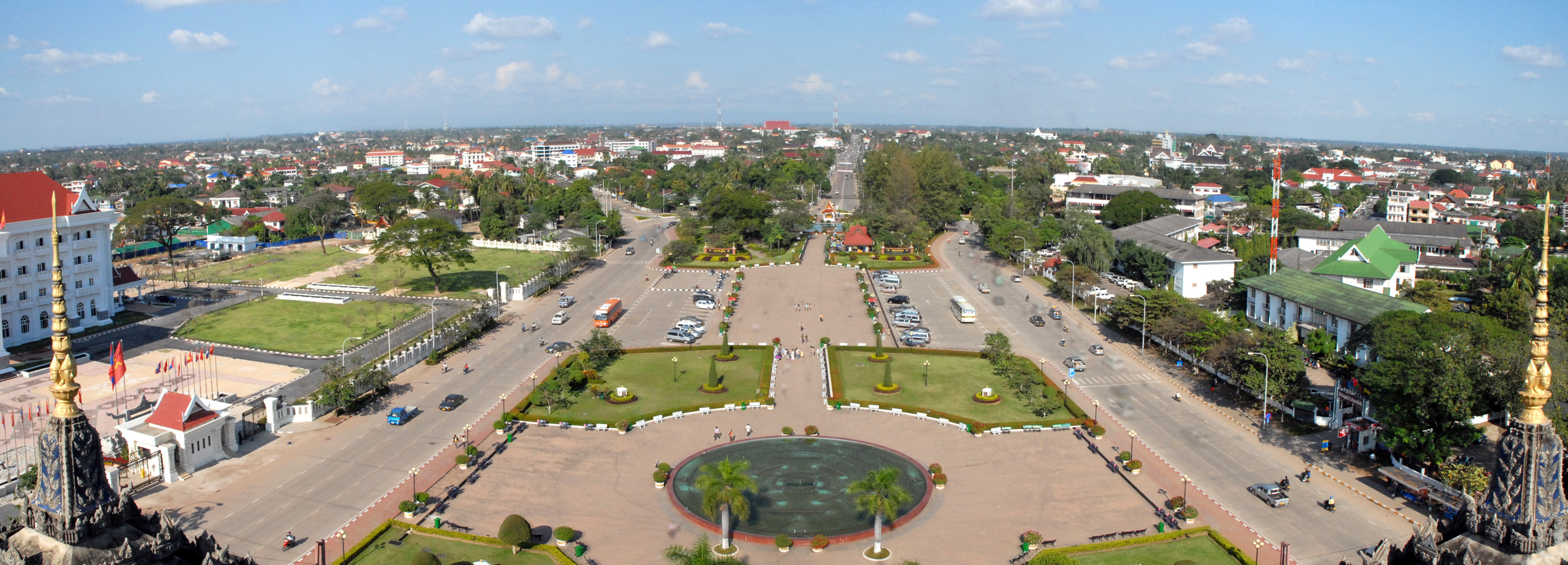
Vientiane è la capitale e il principale centro economico e commerciale del Laos

L'economia del Laos è cresciuta rapidamente dopo la liberalizzazione del governo al libero mercato e dopo l'apertura agli investimenti stranieri avvenuta nel 1986. Nel 2024, il Laos è stato uno tra i paesi delle economie in più rapida crescita al mondo, con tassi di crescita del 4.3%. Lo stato asiatico infatti ha prodotto nel 2017 un PIL di 49,21 miliardi di dollari americani a parità di potere d'acquisto e di 17,15 miliardi in termini nominali al 2016. Secondo i dati del 2023, l'agricoltura ha prodotto il 16,1% del PIL, l'industria il 30,5% e il terziario il 44 %. È stata inoltre abbattuta la disoccupazione, che nel 2023 era pari al 1,18%; il reddito pro capite del paese nel 2017 è stato stimato in 7.400 dollari..

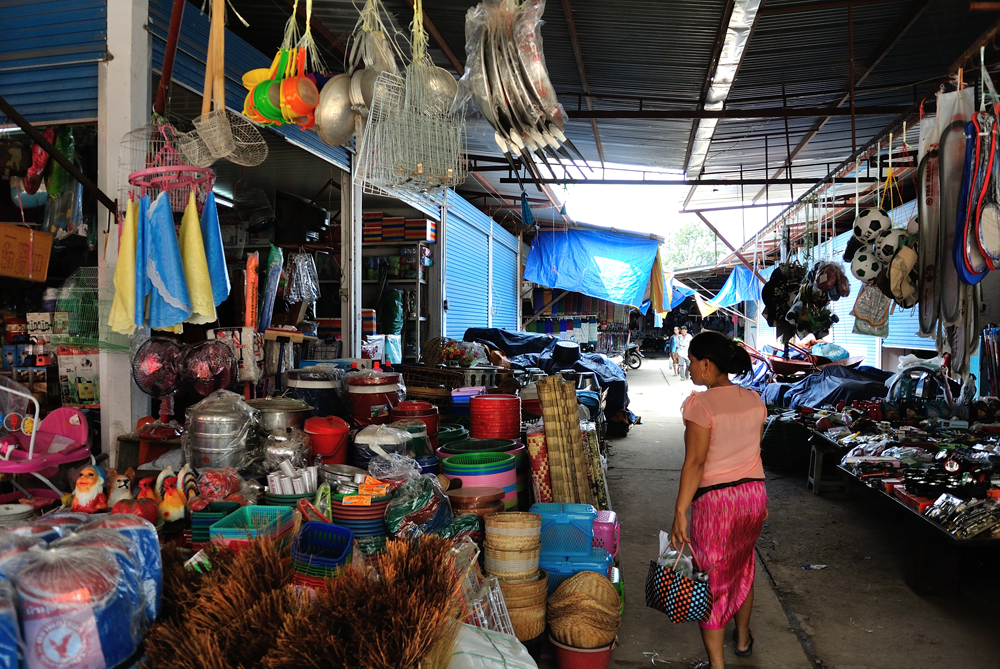
Mercatini tipici del Laos

Il paese asiatico è posizionato con il PIL al 103º posto tra quelli mondiali, mentre è al 125º posto per PIL pro capite.
Gli obiettivi chiave del governo includono il perseguimento della riduzione della povertà e dell'educazione scolastica per tutti i bambini, e la modernizzazione delle infrastrutture. Ciò è testimoniato dalla costruzione della ferrovia Boten-Vientiane che collega Kunming in Cina a Vientiane, inaugurata nel 2021 e costata quasi 6 miliardi di dollari. Tra gli sforzi del governo laotiano all'inizio del XXI secolo vi è stato quello di riconvertire l'economia nazionale sottraendo all'agricoltura vaste fasce della popolazione per reimpiegarle nei settori manifatturiero e dei servizi. Il Laos è diventato un Paese strategico come fornitore di energia idroelettrica per altri paesi vicini come Cina, Vietnam e Thailandia.
L'economia laotiana dipende dagli investimenti e dal commercio con i suoi vicini, Thailandia, Vietnam e, soprattutto a nord, la Cina. Pakse ha registrato una crescita basata sul commercio transfrontaliero con Thailandia e Vietnam. Nel 2009, l'amministrazione Obama negli Stati Uniti dichiarò che il Laos non era più uno stato marxista-leninista e revocò il divieto alle aziende laotiane di ricevere finanziamenti dalla Export–Import Bank of the United States.
Nel 2016, la Cina è stata il maggiore investitore straniero nell'economia laotiana, avendo investito 5,395 miliardi di dollari USA dal 1989, secondo il rapporto 1989-2014 del Ministero della pianificazione e degli investimenti del Laos. La Thailandia (investito 4,489 miliardi di dollari) e il Vietnam (investito 3,108 miliardi di dollari) sono rispettivamente il secondo e il terzo maggiore investitore.
Nel 2018, il paese si è classificato al 139º posto nell'Indice di sviluppo umano (HDI), indicando uno sviluppo medio, e secondo l'Indice globale della fame (2018), il Laos si classifica come la 36a nazione più affamata al mondo nell'elenco delle 52 nazioni con la peggiore situazione di fame. Nel 2019, l'ONU Il relatore speciale sulla povertà estrema e i diritti umani ha condotto una visita ufficiale in Laos e ha scoperto che l'approccio verticistico del paese alla crescita economica e alla riduzione della povertà "è troppo spesso controproducente, portando all'impoverimento e mettendo a repentaglio i diritti dei poveri e degli emarginati".

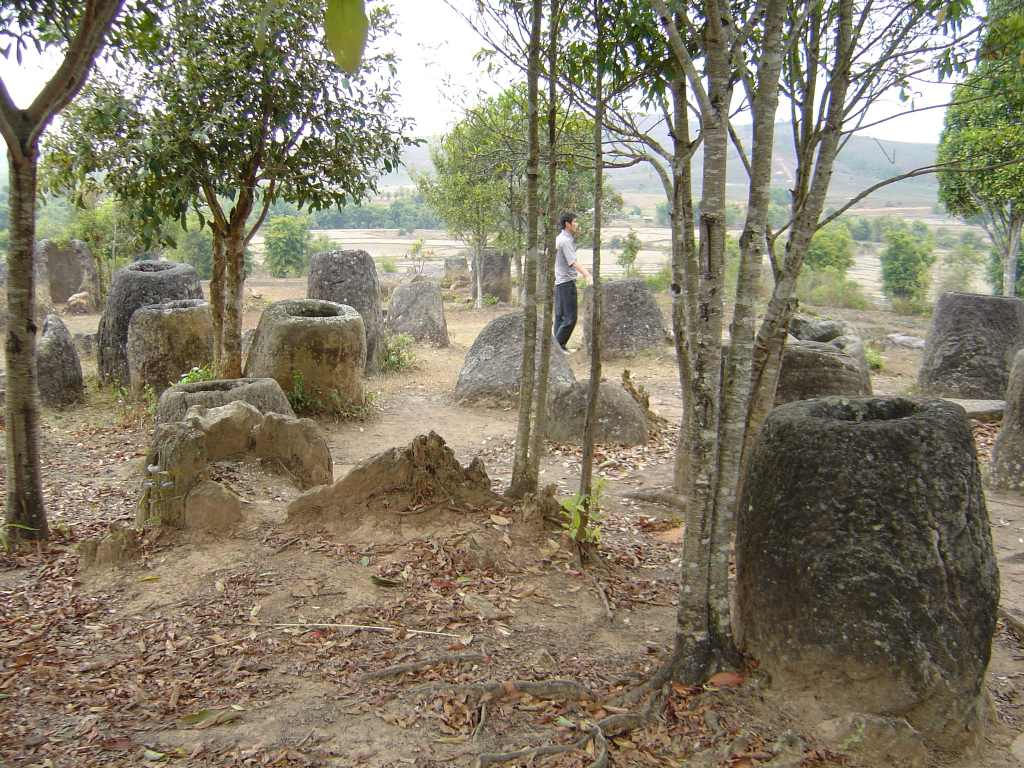
La Piana delle Giare è uno dei luoghi più famosi e visitati dal turismo del Laos

Nonostante la crescita economica iniziata negli anni 1980, il Laos è rimasto uno dei paesi più poveri del Sud-Est asiatico, con infrastrutture inadeguate e una forza lavoro in gran parte non qualificata. La crescita si è inoltre bloccata con la crisi finanziaria del Paese nel 2022, causata dalla pandemia di COVID-19 e dal debito estero, principalmente con la Cina; la crisi ha portato presto a una massiccia inflazione e a un aumento del debito estero, portando il paese sull'orlo del default. Nel 2023 però l'economia ha ripreso a crescere del 4% annuo.

## Agricoltura e allevamento e pesca

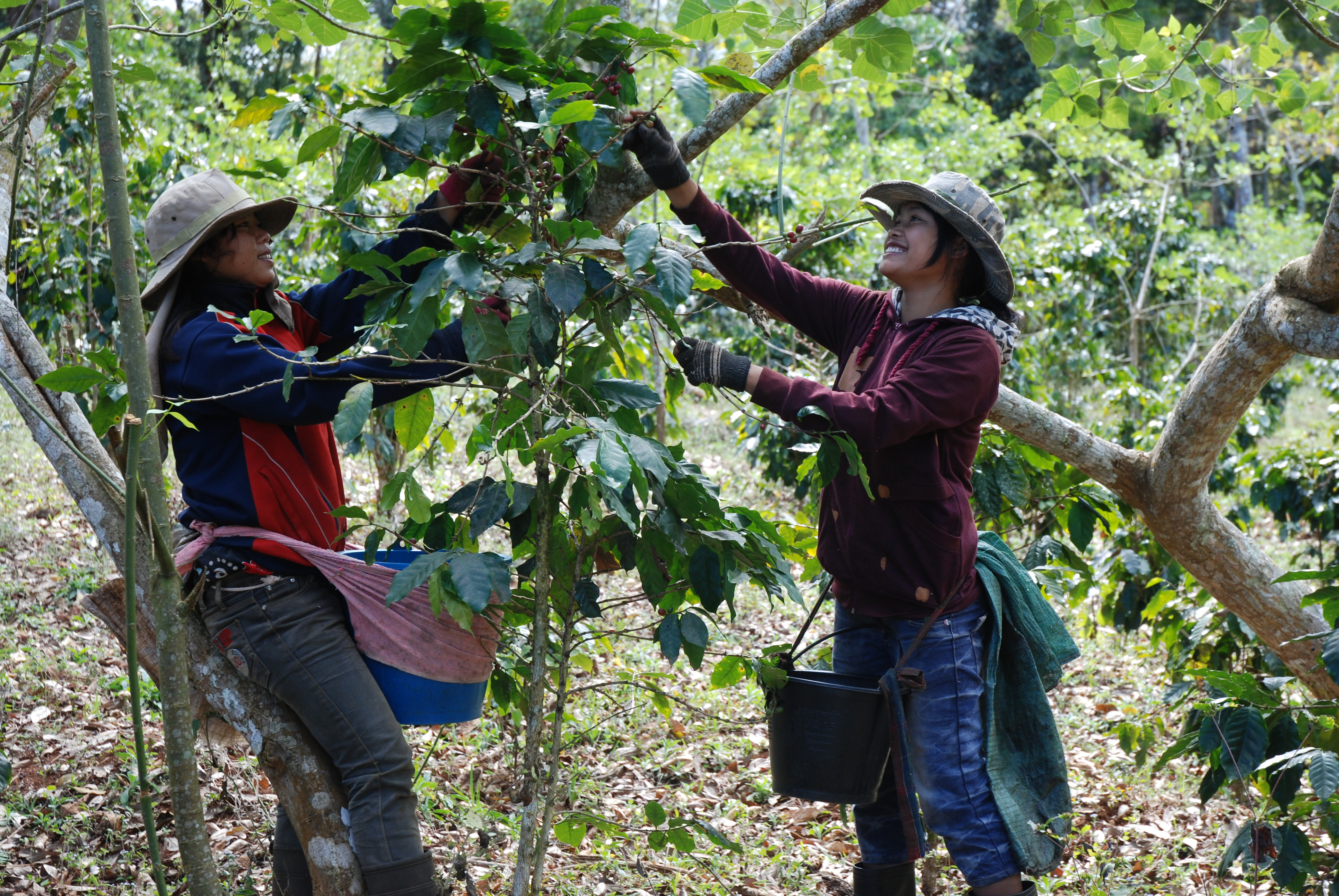
Piantagioni di caffè in Laos

L'agricoltura, basata soprattutto sulla coltivazione del riso, domina l'economia, impiegando circa l'85% della popolazione e producendo il 51% di PIL. Il risparmio interno è basso, costringendo il Laos a fare molto affidamento all'importazione di altri prodotti. Oltre al riso, tra i principali prodotti agricoli vi sono patate dolci, verdure, mais, caffè, canna da zucchero, tabacco, cotone, tè e arachidi; gli animali da allevamento sono bufali d'acqua, maiali, bovini, pollame. L'unica coltura prodotta per l'esportazione in quantità rilevanti è il caffè, riconosciuto come uno dei migliori al mondo. Sebbene l'area totale coltivata a caffè sia piccola rispetto all'area coltivata a riso, è aumentata sensibilmente negli anni 1980 e 1990. Nello stesso periodo sono aumentate anche le produzioni di altre colture quali mais (del 70%), frutta (del 65%), arachidi (del 28%) e fagioli mung (del 25%).
Con l'adozione di nuove e migliori varietà di riso e la promozione di riforme economiche governative, la produzione è aumentata del 5% annuo dal 1990 al 2005, e nel 1999 per la prima volta il paese ha raggiunto un bilancio attivo nelle importazioni ed esportazioni di riso.
L'agricoltura di sussistenza rappresenta la metà del PIL e fornisce l'80% dell'occupazione. Il 4% del paese è costituito da terreni arabili e lo 0,3% è utilizzato come terreno coltivato permanentemente, la percentuale più bassa nella Subregione del Grande Mekong. La le aree irrigate rappresentano il 28% della superficie totale coltivata che, a sua volta, rappresenta il 12% di tutti i terreni agricoli nel 2012. Il riso domina l'agricoltura, con circa l'80% della superficie arabile utilizzata per la coltivazione del riso. Circa il 77% delle famiglie agricole laotiane è autosufficiente nella produzione di riso. Il Laos potrebbe avere il maggior numero di varietà di riso nella sottoregione del Grande Mekong. Il governo laotiano ha collaborato con l'International Rice Research Institute delle Filippine per raccogliere campioni di semi di ciascuna delle migliaia di varietà di riso presenti in Laos.
Per quanto riguarda la pesca, il Laos non ha sbocco sul mare e si pratica questa attività nei laghi, lagune e fiumi interni; è una fonte importante di sostentamento per gli abitanti che vivono vicino a fiumi, bacini e stagni. Oltre alla pesca, l'acquacoltura e lo stoccaggio sono praticati nel paese. Per molti laotiani, i pesci d'acqua dolce sono la principale fonte di proteine. La percentuale di persone coinvolte in attività di pesca regolari è molto piccola. Nonostante l'aumento della produzione agricola, il Laos rimane un importatore di cibo, ed è ancora fortemente dipendente dall'aiuto alimentare.

## Industria

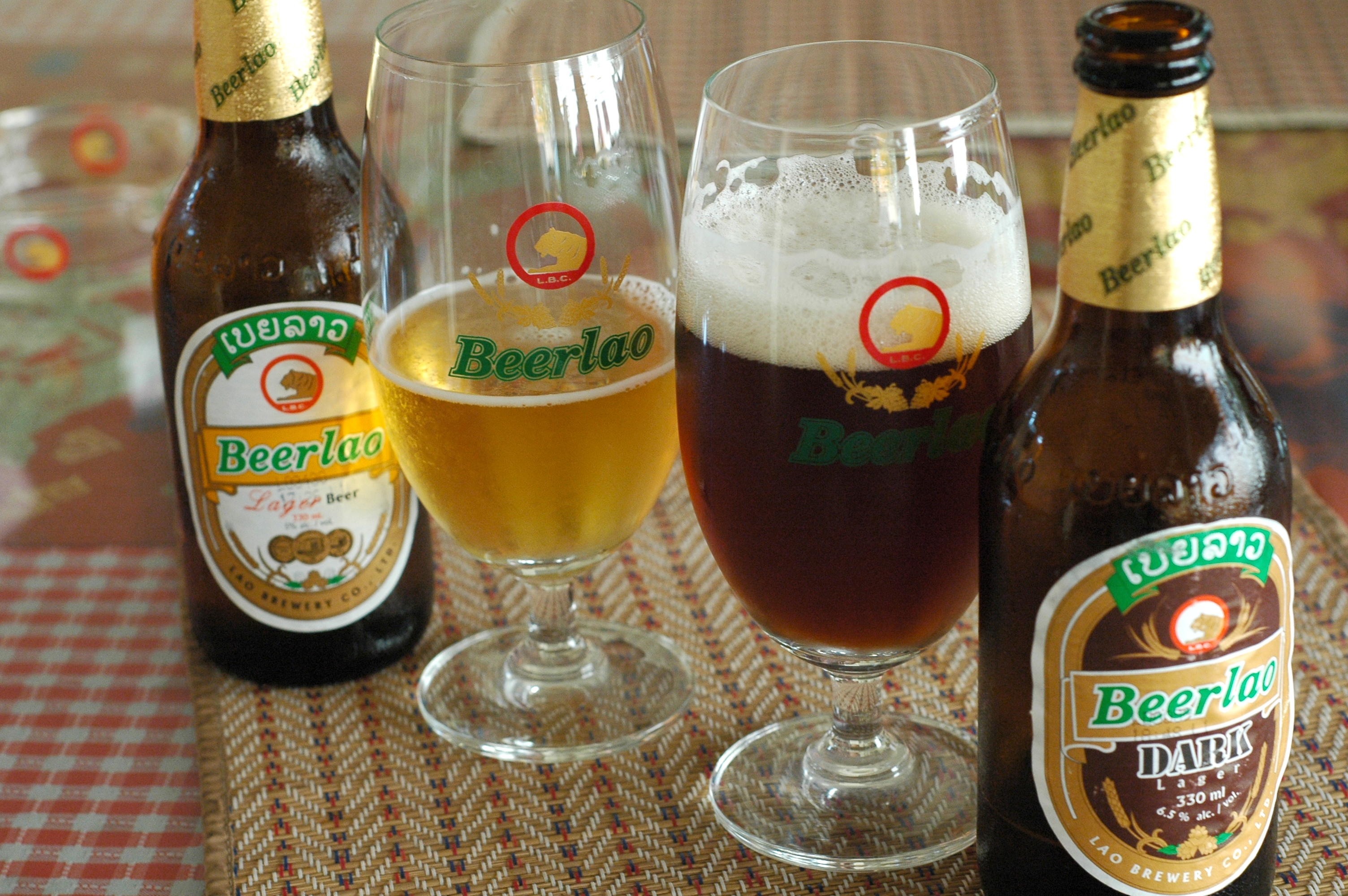
La Beerlao è uno dei prodotti laotiani più esportati all'estero

L'industria laotiana è prevalentemente incentrata sull'estrazione dei prodotti minerari. Nel 2017 la produzione industriale era in calo dell'8%. L'industria è ancora poco sviluppata in Laos; l'estrazione mineraria è soprattutto svolta da società straniere e le risorse del sottosuolo sono abbondanti: si estraggono prodotti come piombo, rame e oro, argento e soprattutto gesso, che vede il paese asiatico tra i primi produttori al mondo. Importantissima per il paese è l'industria tessile, che dal 1990 è aumentata in modo significativo con l'apertura di diversi stabilimenti del settore. Anche la produzione di energia elettrica svolge un ruolo chiave nella crescita economica del paese; l'energia è quasi interamente d'origine idrica, ed è esportata in Thailandia, Cina e Vietnam. Questo settore occupava solo il 3,3% della forza lavoro nel 1995. Non esiste un'industria pesante e gran parte dell'industria del paese è composta da piccole imprese. Nel 1999 c'erano solo 108 stabilimenti in tutto il paese con oltre 100 dipendenti. Questi piccoli stabilimenti sono coinvolti principalmente nella produzione di prodotti tessili e artigianali. Il Laos è ben noto per l'alta qualità dei suoi tessuti. Anche se l'industria ha un piccolo ruolo nell'economia del Laos, la sua importanza è aumentata in modo significativo. Nel 1987, l'industria rappresentava solo l'11% del PIL del Laos, mentre già nel 1999 rappresentava il 22%, raddoppiando il suo peso nell'economia del paese dall'introduzione della nuova politica economica. Uno dei prodotti nazionali più conosciuti è la Beerlao, la birra nazionale prodotta dalla Lao Brewery Company, che nel 2017 era esportata in oltre 20 Paesi di tutto il mondo.
Il paese importa petrolio e gas, ma è ricco di risorse minerarie: il governo sta promuovendo gli investimenti stranieri per l'estrazione di carbone, oro, bauxite, stagno, rame e altri metalli di valore. L'industria metallurgica è in fase di sviluppo. Sono stati identificati, esplorati ed estratti più di 540 giacimenti minerari di oro, rame, zinco, piombo e altri minerali.
Grazie alle dighe costruite su alcuni fiumi laotiani, la produzione di energia idroelettrica ha permesso buoni profitti con l'esportazione in Thailandia e Vietnam di circa 8.000 dei 18.000 megawatt prodotti.

## Servizi e terziario

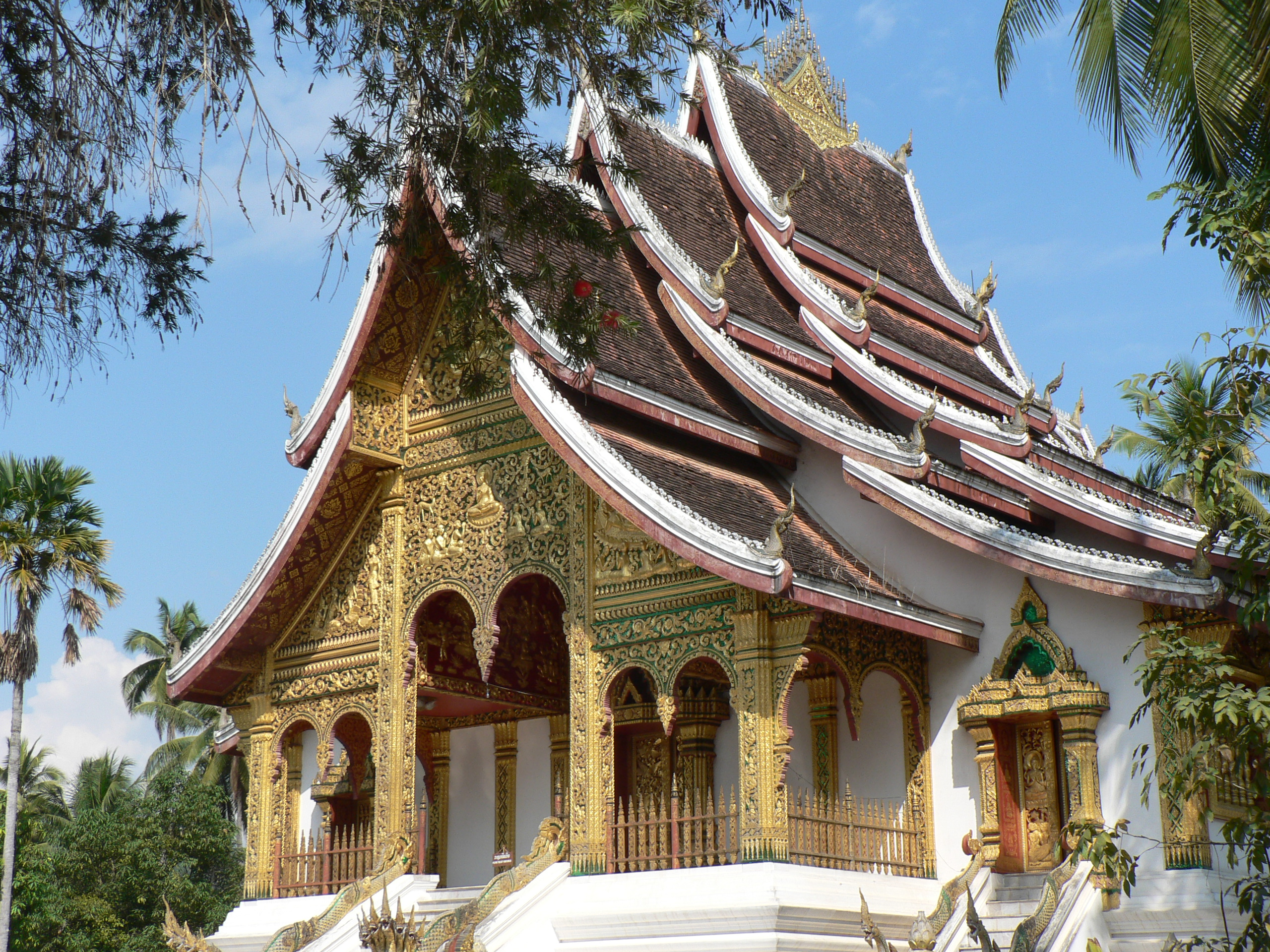
Tempio buddista a Luang Prabang

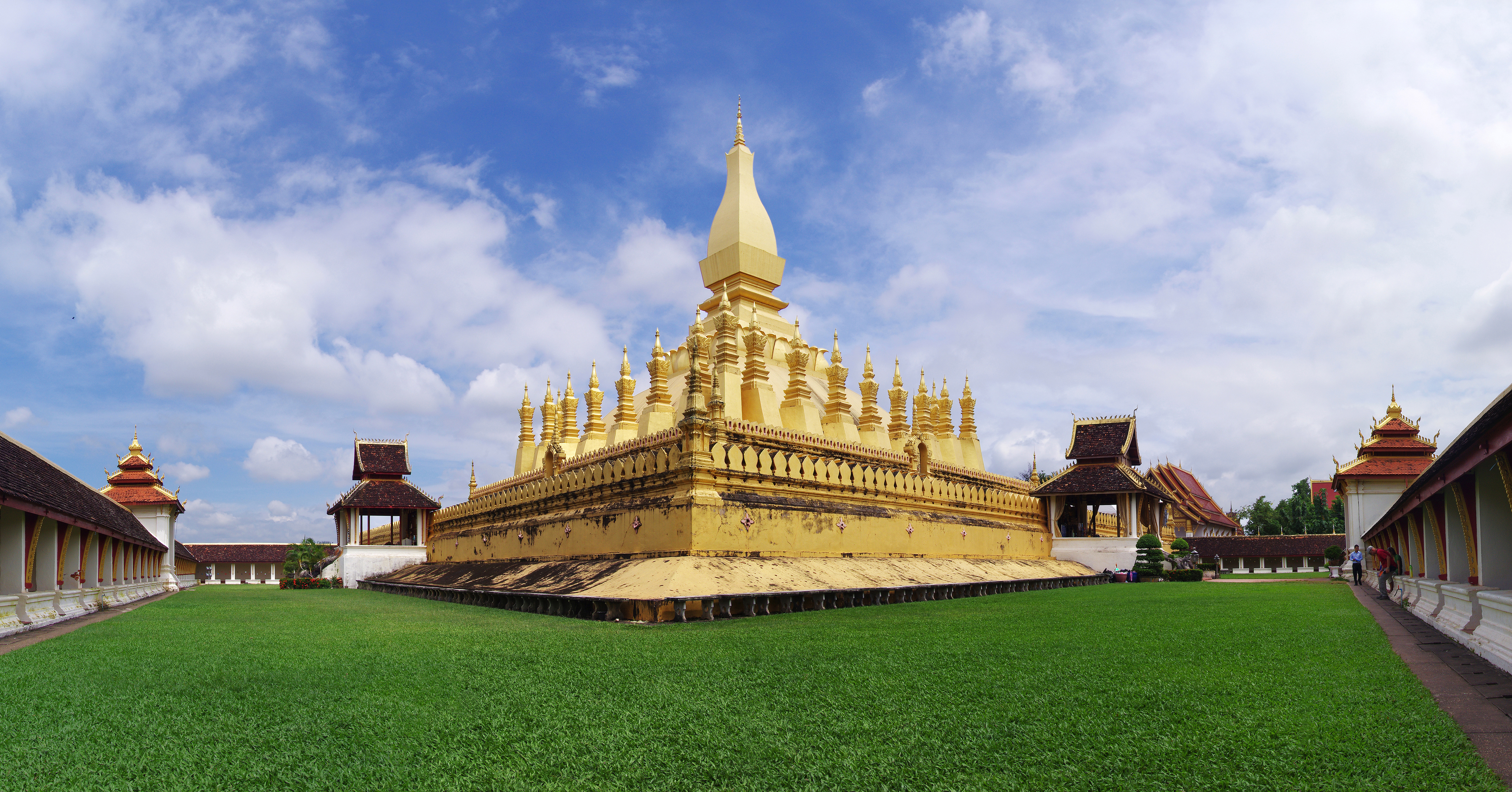
Pha That Luang a Vientiane

L'industria turistica è un'altra risorsa economica fondamentale per lo stato; dal 1990 il turismo si è fortemente espanso dopo la liberalizzazione economica e l'apertura del paese al libero mercato; nel 2017 sono arrivati in Laos 3.860.000 di turisti, anche se il dato è in calo rispetto al 2016 dell'8,7%; anche nel 2020 gli arrivi erano calati a 886.400 turisti; l'industria turistica è regolamentata dalla Lao National Tourism Administration; in Laos ci sono tre patrimoni mondiali dell'umanità: la città di Luang Prabang, il tempio di Vat Phou coni circostanti antichi insediamenti nel paesaggio culturale di Champasak e le vestigia antiche della Piana delle Giare. Tra le principali attrazioni ci sono anche la gastronomia e i templi di Vientiane, i panorami di Vang Vieng e della valle del Nam U, i percorsi di trekking nelle zone popolate dalle minoranze etniche di montagna nelle province di Phongsali e Luang Namtha e varie altre bellezze naturali. L'aeroporto di Vientiane-Wattay a Vientiane funge da hub della compagnia aerea nazionale Lao Airlines e smista il traffico aereo nazionale e internazionale.
Il paese si è dotato da pochi anni di una borsa valori, la Lao Securities Exchange, che ha incominciato le sue operazioni l'11 gennaio 2011. Per quanto riguarda le telecomunicazioni, nel 2020 erano attivi 4.100.000 telefoni cellulari, le linee fisse telefoniche erano 1.491.000, mentre gli utenti di internet ammontavano a 2,473,689 di persone.

Sviluppo del prodotto interno lordo (PIL) nominale pro capite in Laos

La Banca della Repubblica Popolare del Laos controlla la massa monetaria, gestisce le riserve del Paese e supervisiona le banche commerciali che operano in Laos.

## Forza lavoro
Al 2017 c'era una forza lavoro di 3.582.000 abitanti, dato in crescita.

## Altri dati
Altri indicatori economici di rilievo sono:
- Debito pubblico: 67,3% del PIL (2017)
- Inflazione: 2,3% (2017)
- Popolazione sotto la soglia di povertà: 22% (2020)[32]
- Coefficiente di Gini: 36,4 (2012)[33]